# 南非憲法法院
南非憲法法院（英語：Constitutional Court of South Africa）是基於《南非憲法》建立的憲法法院。其在南非司法系統屬於最高法院，並擁有一般管轄權。

## 外部連結
官方网站